# Francisco Salzillo
Francisco Salzillo y Alcaraz (Murcia, 12 de mayo de 1707-ibídem, 2 de marzo de 1783) fue un escultor barroco español, considerado como el más representativo imaginero del siglo XVIII español y uno de los más grandes del Barroco. Salzillo se dedicó en exclusiva a la temática religiosa y supo transmitir a su estilo los cambios que se fueron produciendo durante el siglo XVIII, lo que se vio plasmado en una escultura de transición hacia el rococó y el neoclasicismo, así como en diversos cambios que se fueron produciendo en el taller que heredó de su padre, el también escultor e imaginero Nicolás Salzillo.
Su vida transcurrió enteramente en Murcia. Hoy día cuenta con un museo dedicado a su obra, el Museo Salzillo, que alberga algunas de sus obras más características, como el belén o los ocho pasos que procesionan el Viernes Santo en la llamada procesión de los Salzillos.

## Biografía
Francisco Salzillo nació en Murcia el 12 de mayo de 1707. Su padre, Nicolás Salzillo, era un escultor italiano, procedente de Santa Maria Capua Vetere, que unos años antes se había afincado en Murcia. Tras iniciar estudios de Letras con los jesuitas, parece que entró en la Orden Dominicana como novicio, tras lo cual tuvo que hacerse cargo del taller escultórico de su padre a la muerte de este en 1727, cuando Francisco contaba con tan solo veinte años.
Era el segundo de siete hermanos, algunos de los cuales trabajarían en el taller familiar, concretamente José Antonio y Patricio, nacidos en 1710 y 1722 respectivamente, y posiblemente Inés, encargada del dorado y estofado de las imágenes realizadas en el taller familiar. En 1746 se casó con Juana Vallejo y Taibilla, matrimonio fruto del cual nacieron dos hijos: Nicolás, nacido en 1750 y muerto al año siguiente, y María Fulgencia. 

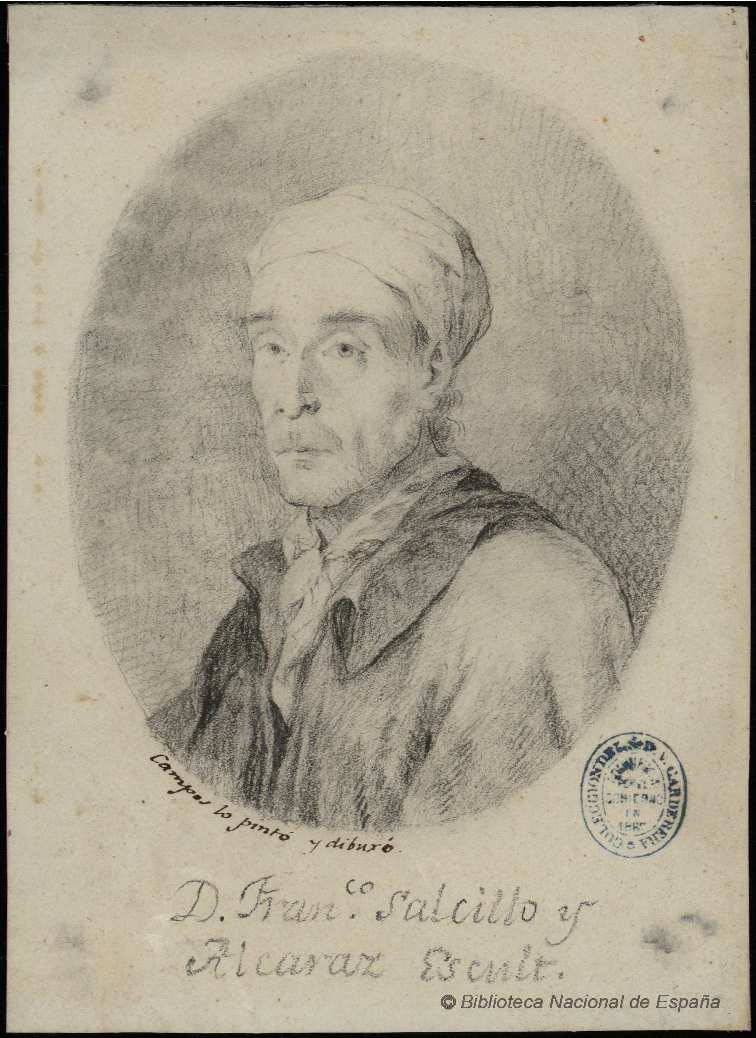
Francisco Salzillo hacia 1780, dibujo a lápiz grafito de Joaquín Campos para ilustrar el Diccionario histórico de Juan Agustín Ceán Bermúdez. Biblioteca Nacional de España.

Toda la vida de Francisco Salzillo tuvo lugar en Murcia, donde se hizo con un nombre y una fama que trascendieron lo meramente artístico. Solamente hay documentado un viaje suyo fuera de la ciudad de Murcia, el que realizó a Cartagena para la entrega de las imágenes de los Cuatro Santos en 1755. Rechazó la invitación del Conde de Floridablanca para trasladarse a Madrid, lo que le habría servido para darse a conocer en la Corte.
Con el paso de los años, su obra fue adquiriendo fama y recibió multitud de encargos de iglesias y conventos de Murcia y de las provincias limítrofes: Alicante, Albacete y Almería. En 1755 se le nombró Escultor Oficial del Concejo de Murcia e inspector de pintura y escultura.
Tras la muerte de su esposa en 1763, las reuniones de Salzillo con otros artistas e intelectuales murcianos se hicieron más frecuentes. En 1777 fundaron la Real Sociedad Económica de Amigos del País de Murcia, que sirvió para que en 1779 se creara la Escuela Patriótica de Dibujo, que tuvo como primer director a Salzillo. Falleció en Murcia el 2 de marzo de 1783. Fue enterrado en el desaparecido Convento de Capuchinas de Murcia, donde había profesado su hermana Francisca de Paula.

## Obra
El historiador y crítico de arte ilustrado Juan Agustín Ceán Bermúdez, en su Diccionario de los profesores de las bellas artes en España (1800), nombraba al escultor como Francisco Salcillo y lo hacía autor de mil setecientas noventa y dos obras. Se trata de una cantidad exagerada, ya que la cifra estaba basada en una publicación en la que Luis Santiago Bado, periodista murciano contemporáneo del escultor y primer biógrafo suyo, declaraba:

Pudo llegar a contar ochocientas noventa y seis obras, salidas de sus manos: que, aunque sólo se calculen a dos figuras cada una (pues era rara la que, aunque fuese a una sola imagen, no llevase un grupo de ángeles, nubes, etc.) ascienden a mil setecientas noventa y dos.

Los grupos procesionales habían sido considerados como un grupo homogéneo, pero las demás obras se habían cuantificado sin medida. A pesar de ello, lo cierto es que Francisco Salzillo desarrolló una intensa actividad entre 1727 y 1783, circunstancia que el mismo Luis Santiago Bado calificaba como:

Su singular agilidad y destreza testifica de un modo irrefragable su infatigable y no interrumpida aplicación.

Desgraciadamente, la guerra civil española (1936-1939), fue marco de la destrucción de muchas de sus creaciones. De entre las que se conservan, la mayoría se distribuyen por toda la Región de Murcia y algunas provincias limítrofes.

### Etapas

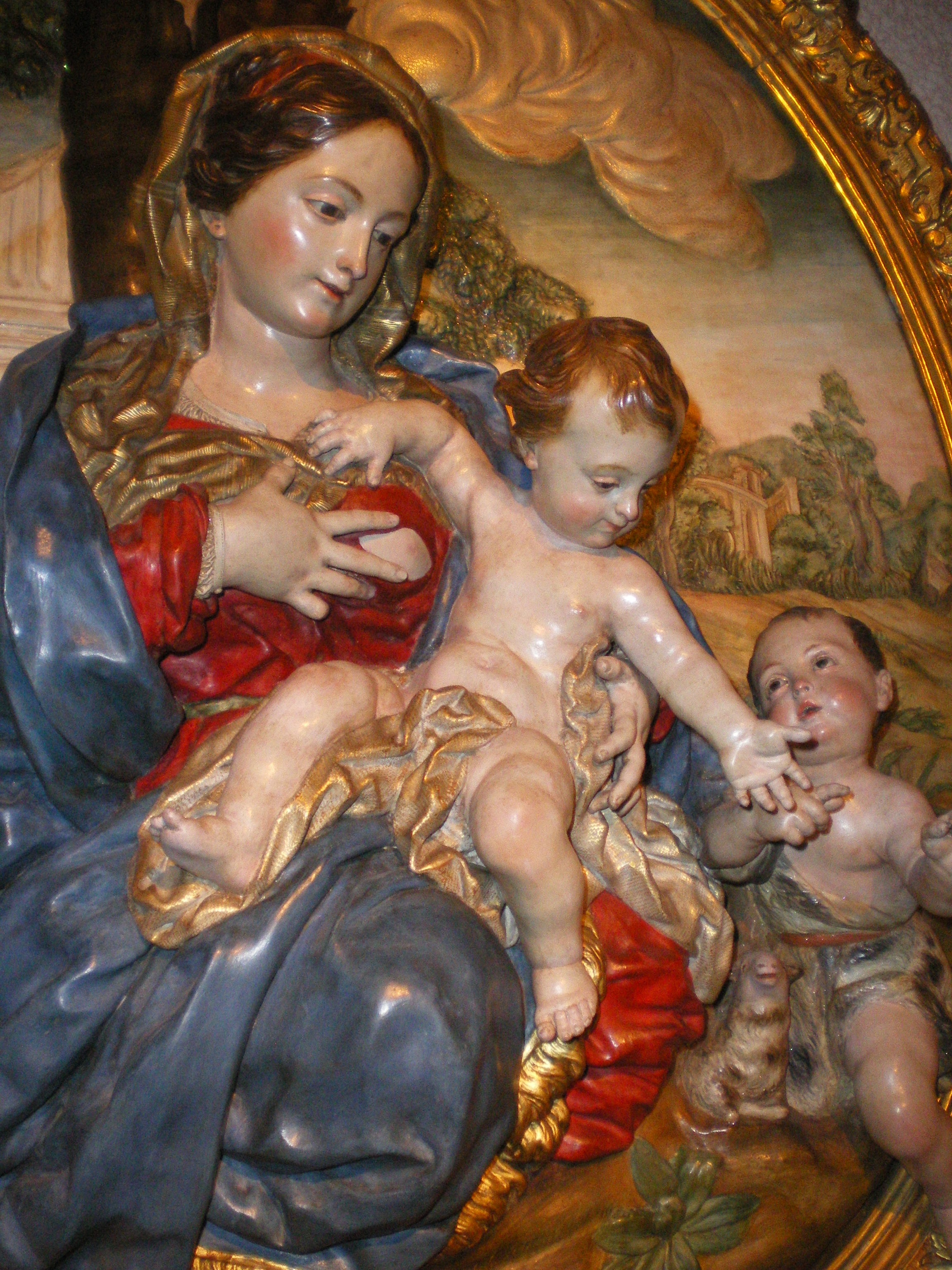
Medallón de la Virgen de la Leche, Museo de la Catedral de Murcia.

Las producciones más destacadas de su época juvenil, en la que le tocó hacerse cargo del taller de su padre, fueron la Dolorosa de la parroquia de Santa Catalina, el San José de Santa Clara, la Sagrada Familia de San Miguel y la Inmaculada del convento de Verónicas, todas ellas presentes en la ciudad de Murcia.
A partir de 1740 empezó a apreciarse con mayor claridad su estilo personal y bien definido. Fue en este año cuando consiguió fama con La Piedad de la Cofradía de los Servitas de la parroquia de San Bartolomé de Murcia, modelo que repitió para Lorca, Dolores de Alicante y Yecla. Fue su primera incursión en la iconografía pasionaria, de la que se convertiría en un gran maestro. Otras obras importantes que siguieron a ésta fueron el San Antón de la ermita de San Antón (1746), el San Agustín del Convento de las Agustinas del Corpus Christi y el medallón de la Virgen de la Leche para la Catedral de Murcia. La influencia italiana se aprecia en obras de este período como las imágenes de San Francisco y Santa Clara del convento de Capuchinas. El movimiento y la expresión de sus manos les convierten en unas de las principales obras barrocas en el terreno de la espiritualidad y la mística.
A partir de 1765 y con Roque López, el principal de sus discípulos, trabajando ya en su taller, se puede hablar de una producción más industrializada. Son características de este período la Virgen de las Angustias de Yecla, la Virgen de la Aurora de Aledo, el Lavatorio de los pies de Cristo al Príncipe de los Apóstoles de las Salesas Reales de Orihuela, o la Sagrada Familia de la Iglesia de Santiago de Orihuela. Además destaca el Cristo de las Isabelas o de la Buena Muerte o Cristo Yacente de las Clarisas de Orihuela (1774), única escultura en toda su producción de esta temática. Destacan también los santos Dominicos de la Iglesia de Santiago de Orihuela (1775).
A partir de 1776 se observa un viraje en la producción de Salzillo incluyendo algunas notas del neoclasicismo. Son características de este periodo la imagen de Cristo del paso de Pretorio en Casa de Pilatos (1777) de la cofradía del Ecce-Homo de Orihuela o el Cristo atado a la columna (1777-1778) de la Cofradía de Jesús de Murcia

### Obra procesional
Muchas cofradías acudieron a Salzillo cuando se había convertido en maestro indiscutible en el arte escultórico en el Reino de Murcia. Sin embargo, son dos las que atesoran el mayor número de ellas: la de Nuestro Padre Jesús en Murcia, y la del Prendimiento (Cofradía California) en Cartagena.

### El Belén

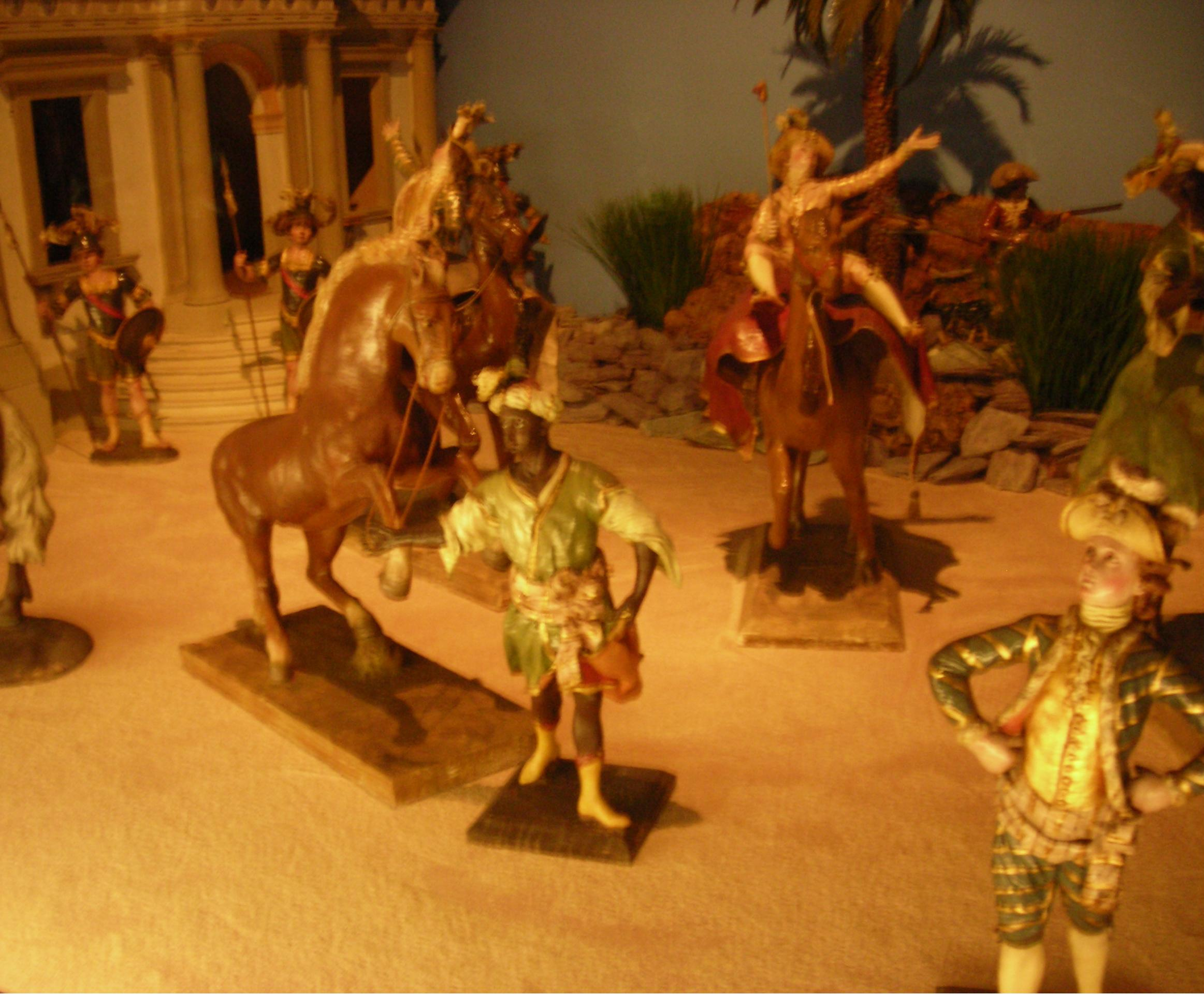
Detalle del Belén, Museo Salzillo.

Entre la variada producción del maestro, el Belén ocupa un lugar destacado por su calidad artística y la fina observación de la realidad campesina del siglo XVIII.
Realizado a partir de 1776 por encargo de su amigo Jesualdo Riquelme y Fontes para decorar su palacio, y culminado por Roque López, el belén es una de las obras más representativas de la obra de Francisco Salzillo. Está compuesto por 525 figuras de 25-30 centímetros (166 humanas y 364 animales) realizadas en barro cocido, madera y cartón. Además del paisaje con sus elementos naturales, hay un marco arquitectónico compuesto por 8 edificios, entre ellos el palacio de Herodes, el templo de Jerusalén, la posada...que se pueden ver amueblados con pequeños enseres. Basándose en los Evangelios de San Mateo y de San Lucas, Salzillo va relatando la historia bíblica del Nacimiento de Cristo, desde la Anunciación a la Huida a Egipto, compaginando las escenas religiosas con otras de carácter popular o costumbrista, siendo fiel reflejo de muchas de las tradiciones de la época. Basado en origen en la tradición del Pesebre napolitano, crearía una auténtica escuela de belenes que perdura en Murcia hasta nuestros días.
El escritor y erudito Javier Fuentes y Ponte fue el autor del primer catálogo descriptivo de este belén en 1897. En 1909, el belén salió de Murcia con el objetivo de ser vendido, siendo expuesto en 1914 en el Museo Arqueológico Nacional y tasado en 165 000 pesetas. La obra regresó a Murcia en 1915, cuando el Ministerio de Instrucción Pública y Bellas Artes autorizó su compra para el pueblo de Murcia por 27 000 pesetas. En un principio estuvo situado en el Museo de la Trinidad, siendo trasladado en 1956 al Museo Salzillo.
El Belén de Salzillo ha sido expuesto en dos ocasiones en la ciudad de Madrid. La primera fue en 1961 en el Museo Nacional de Artes Decorativas, y la segunda en 1998 en el Palacio Real. Asimismo, en 1999 tuvo lugar una exposición en la sala Braccio di Carlomagno de la Ciudad del Vaticano, donde se mostraron las principales figuras del mismo.

## Estilo

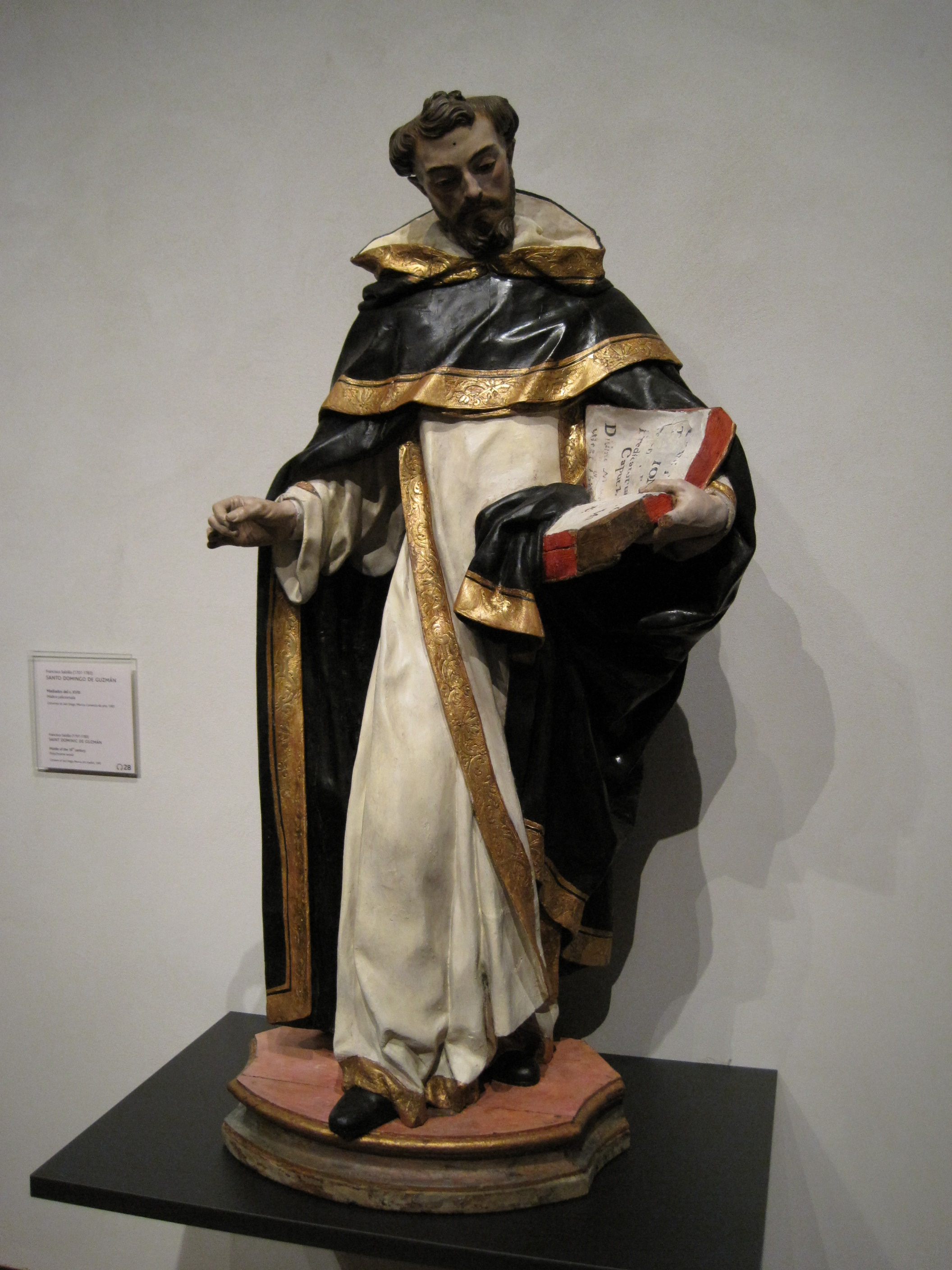
Santo Domingo de Guzmán. Museo Nacional de Escultura, Valladolid.

Francisco Salzillo trabajó exclusivamente la temática religiosa (procesional y no procesional), y casi siempre en madera policromada. Su obra es el resultado de un cruce de influencias y estilos. Por medio de su padre Nicolás recibió la influencia de escultores italianos como Bernini y Andrea Bolgi, aunque la obra del escultor francés Antonio Dupar y la tradición española también estuvieron presentes en su formación. La disposición de las manos en algunas de sus obras fue un rasgo significativo que heredó de su padre: la izquierda sobre el pecho y la derecha extendida, a veces invertidas. También las obras de este le sirvieron de inspiración para la escultura infantil.
No obstante, el Barroco italiano fue lo que le marcó más, mediante la estampa, el grabado y contactos directos con diferentes artistas y con sus creaciones. Con todo esto, el estilo personal de Francisco que caracterizaría sus obras destacó desde muy pronto, con técnicas como el terminado del cabello a punta de cincel o su labrado en forma de estrías muy finas. A diferencia de los grandes autores del siglo XVII, como Montañés o Gregorio Fernández, Francisco Salzillo no profundizaría en los aspectos dramáticos de las escenas, ahondando en conceptos naturalistas y de idealizada belleza que serán ya transición del final del Barroco al Rococó y al Neoclasicismo.
Salzillo creó escuela, la llamada Escuela Murciana de Escultura, que trascendió a su época y que ha permanecido vigente hasta nuestros días pues, tanto sus primeros seguidores como los que se han ido sucediendo hasta la fecha, han perpetuado los modelos y tipos iconográficos y estilísticos de Francisco Salzillo.

## El taller de Salzillo
Salzillo heredó el taller de su padre tras la muerte de este en 1727 y asumió su dirección. Empezó siendo un taller familiar, en el que trabajaban sus hermanos José Antonio y Patricio, y años más tarde se incorporaron diversos discípulos, de los que solo son conocidos los nombres de José López y Roque López. El primero entró a trabajar en 1753, cuando Salzillo estaba comenzando los trabajos de la serie pasionaria de Viernes Santo y el taller necesitaba de pupilos dispuestos para los trabajos más rudimentarios que requería la talla en madera. Por su parte, Roque López se comprometió mediante contrato en 1765, año en el que Salzillo inauguró su academia doméstica. Asimismo, es sabido que el taller de Salzillo mantuvo contactos con el arquitecto y escultor Jaime Bort, aunque únicamente en el mundo del retablo.

### Sistema de trabajo

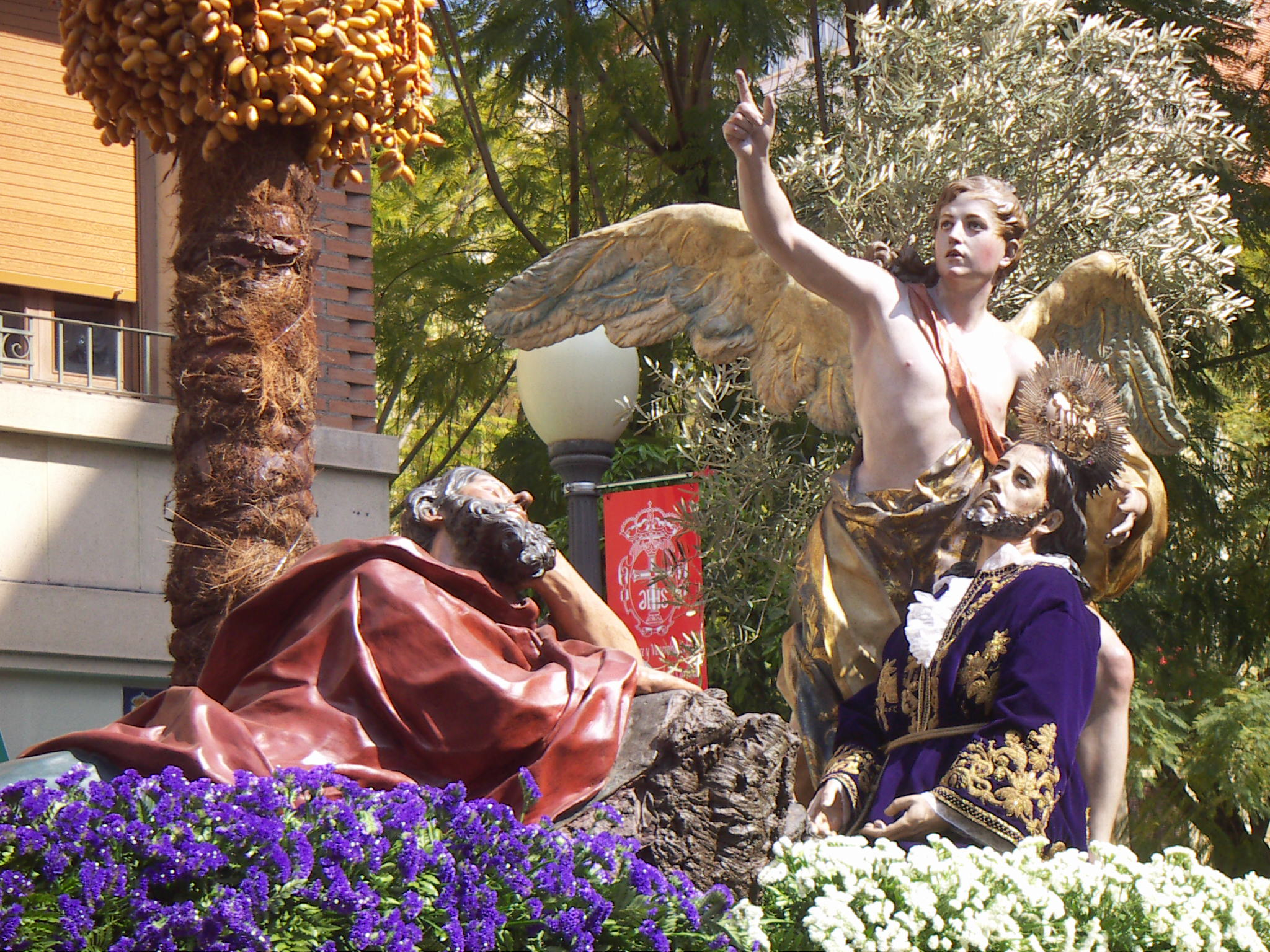
La Oración del Huerto. Obra maestra de Salzillo (1754) perteneciente a la Cofradía de Nuestro Padre Jesús Nazareno de Murcia.

Francisco recibió de su padre como herencia herramientas, dibujos y obras como santos eremitas, figuras de mujer o modelos infantiles. Gracias a ellos, el autor se fue formando como escultor y fue construyendo su propio estilo. En el taller, estas piezas eran estudiadas con frecuencia para ver novedades iconográficas, soluciones espaciales, formas anatómicas, giros corporales o expresiones de rostros antes de ser llevados a la madera.
Los bocetos que se conservan en el Museo Salzillo han sido una fuente de gran valor para comprender la organización del trabajo en el taller y el proceso previo al trabajo de la madera. Tras recibir un encargo, Salzillo dibujaba en papel la idea original, con sus rasgos tridimensionales sugeridos con el empleo de tintas y sombreados. El siguiente paso era modelar el boceto, para lo cual empleaba materiales como la arcilla, el yeso o la cera. No todos los bocetos se verían plasmados en la obra definitiva, sino que a veces servirían solo como experimentación, razones por las que eran como un libro instructivo para oficiales y obradores durante su proceso de aprendizaje.
El trabajo en el taller estaba fuertemente jerarquizado. Salzillo, como representante legal, se encontraba al frente del mismo. Detrás contaba con la colaboración de diversos ayudantes que se encargaban de los trabajos previos a la talla de la madera y de intervenir en diversos aspectos de su proceso de ejecución.
Los miembros del taller quedaban sometidos a la disciplina de Salzillo, cuya personalidad y calidad como escultor iban trazando el estilo a seguir, con el resultado de una gran uniformidad en todas las obras que salían del mismo. Su concepto de la imagen y del color se veía reflejado en todos los pasos a seguir hasta llegar al resultado final. Aspectos como el boceto, la textura quebrada de la talla, la policromía, los matices o las veladuras reflejaban las señas diferenciales de su estilo. Este modelo salzillesco, caracterizado por la producción de imágenes en un lenguaje fácil de comprender, llevó a un aumento en el número de encargos que recibía el taller hacia la década de 1740.

### La academia de Salzillo
En 1765, fruto de las frecuentes tertulias que el escultor mantenía con sus amigos ilustrados, nació la llamada academia de Salzillo en un intento de superar el modelo ya caduco del escultor solitario encargado de educar a sus discípulos. Desde la creación en 1752 de la Academia de San Fernando, diversas academias oficiales estaban sustituyendo el clásico modelo empírico y personal por un método según el cual el estudio era la base fundamental para adquirir nuevos conocimientos.
Salzillo continuó como director del taller y principal encargado de la formación de sus pupilos pero, siguiendo las corrientes de la Ilustración, pasó a preocuparse más de la educación artística impartida a los mismos.
En la ciudad de Murcia no existía un organismo encargado de la reglamentación de ese tipo de enseñanzas. Tampoco había óptimos modelos que indicasen lo que debía hacerse durante las diversas etapas del saber artístico pero, imitando lo que se hacía en otras ciudades españolas, Salzillo consiguió que empezase a producirse una completa renovación del sistema de aprendizaje, demostración de la capacidad del escultor para comprender los cambios que se fueron produciendo a lo largo del siglo XVIII.

## Salzillo y la ciudad de Murcia

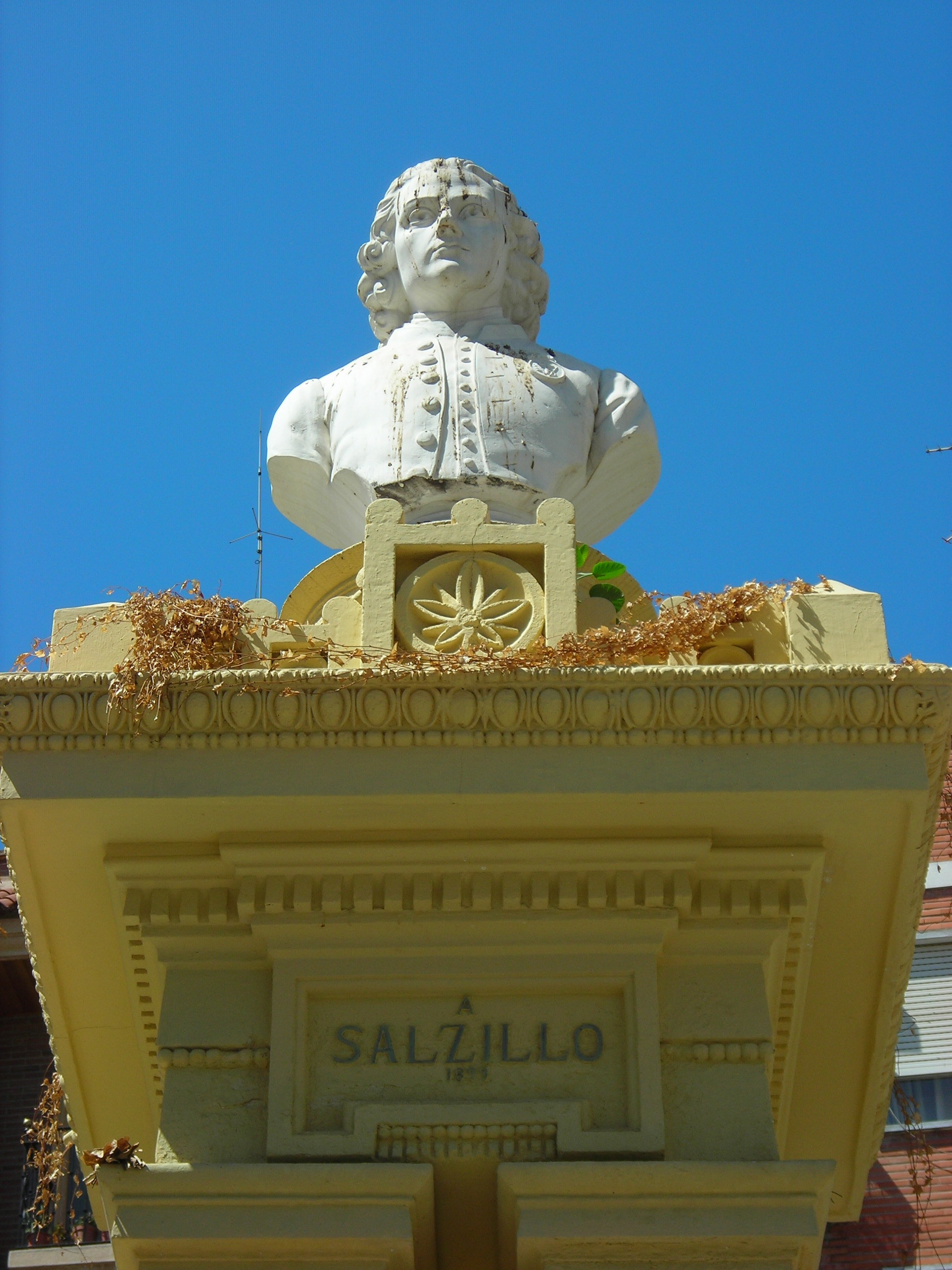
Parte superior del Monumento a Salzillo, en la Plaza de Santa Eulalia de Murcia. Obra de Sánchez Araciel (1899).

Francisco Salzillo es considerado una de las personas más célebres de la ciudad levantina de Murcia. El primer reconocimiento le llegó en vida, cuando fue nombrado escultor de la ciudad en 1755. Actualmente, su nombre sigue siendo recordado en numerosos puntos de la misma. Se le levantó un monumento conmemorativo en 1899 en la Plaza de Santa Eulalia de la ciudad, obra de Francisco Sánchez Araciel, así como se le otorgó su nombre a una de sus arterias principales, la Gran Vía.
En 2018 fue nombrado Hijo Predilecto de la ciudad en el 311 aniversario de su bautismo.

### Museo Salzillo

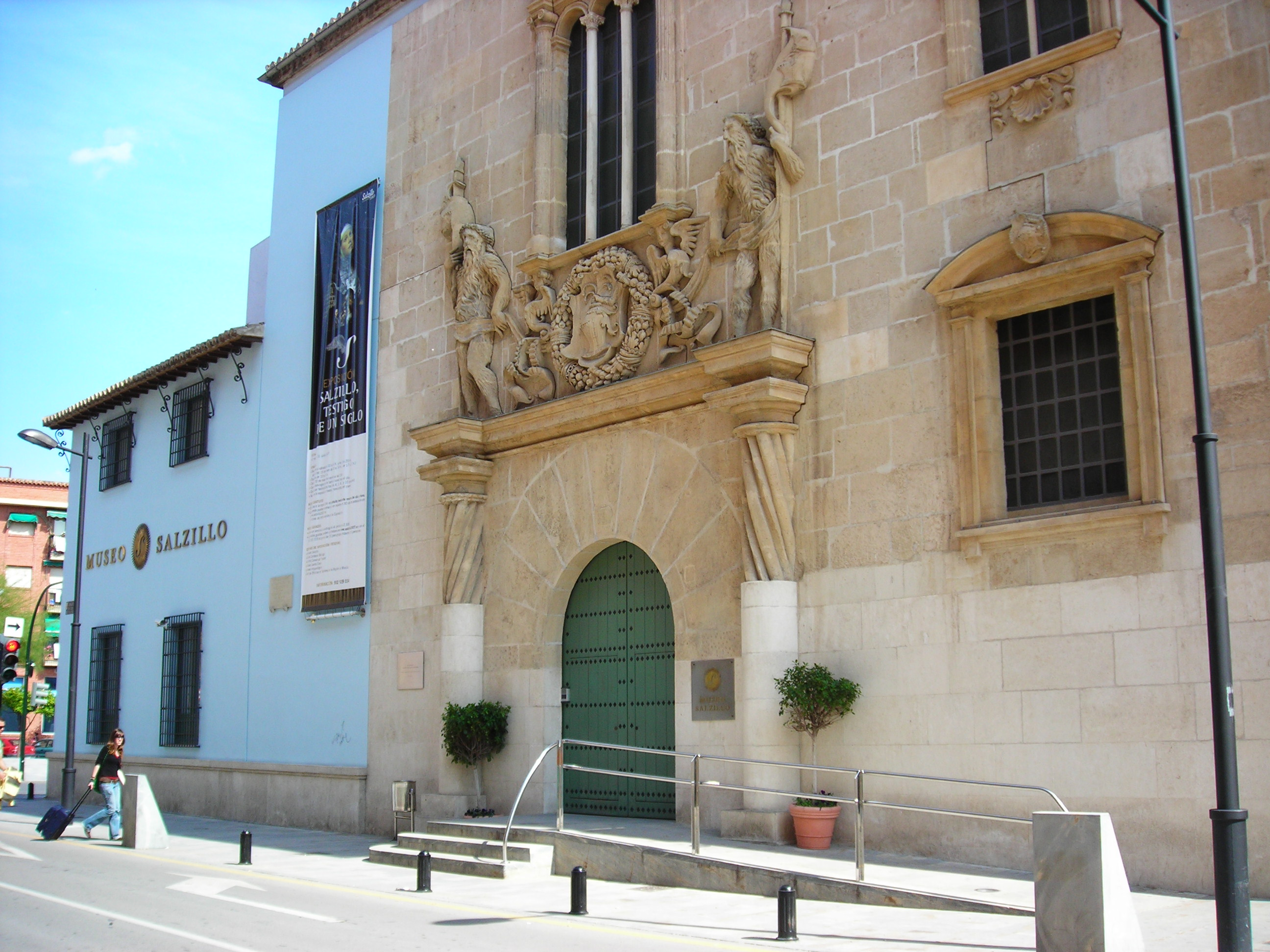
Exterior del Museo Salzillo, en Murcia.

El Museo Salzillo, situado en la plaza murciana de San Agustín, está íntegramente dedicado a la obra del escultor. Aunque el primer intento de creación se debió a Isidoro de la Cierva en 1919, este se vio materializado por Decreto de 30 de mayo de 1941. La inauguración oficial se retrasó hasta 1960. En 1962 fue declarado Monumento Histórico-Artístico. En el interior del mismo se celebró con motivo del III centenario del nacimiento del autor, desde el 2 de marzo de 2007 hasta el 31 de julio de 2007, la exposición Salzillo, testigo de un siglo, que fue inaugurada por Juan Carlos I, Rey de España.

### Los pasos de Salzillo en la Semana Santa de Murcia
Durante la Semana Santa de Murcia, fiesta declarada de Interés Turístico Internacional, salen en procesión diversos pasos en los que intervino la mano de Francisco Salzillo:
- Viernes de Dolores. En la procesión que tiene lugar este día, la primera de cuantas se celebran, forman parte los pasos de María Santísima de los Dolores (1741) y el Santísimo Cristo del Amparo (1739), los cuales reciben culto durante todo el año en la Iglesia de San Nicolás y son atribuidos a la mano de Francisco Salzillo.[21] Sin embargo recientes estudios datan a la Dolorosa a principios del siglo XIX, obra de algún discípulo, y al crucificado como algo anterior, debido a la gubia del escultor francés afincado en Murcia, Antonio Dupar.

- Sábado de Pasión. De las dos procesiones que se celebran en este día, la organizada por la Cofradía del Santísimo Cristo de la Caridad cuenta con el paso de María Dolorosa (1742).[22]

- Domingo de Ramos. Es uno de los días en los que más obras de Salzillo se pueden contemplar por las calles de Murcia; en concreto, tres: Arrepentimiento de San Pedro (1780), La Dolorosa (1756) y Santísimo Cristo de la Esperanza (1755).[23]

- Lunes Santo. El Santísimo Cristo del Perdón, titular de la cofradía del mismo nombre (hacia 1733[24]); y el San Juan (hacia 1737). Ambos, junto con la Dolorosa (Roque López, 1793) y María Magdalena (Francisco Sánchez Araciel, 1897) forman un espectacular Calvario, paso creado en 1896.[25]

- Martes Santo. La procesión organizada por la Asociación del Santísimo Cristo de la Salud, una de las dos que se celebran en este día, cuenta con el paso de la Santísima Virgen del Primer Dolor (mediados del siglo XVIII).[26]

- Viernes Santo. En la procesión que se celebra por la mañana, organizada por la Cofradía de Nuestro Padre Jesús Nazareno y popularmente conocida como la “Procesión de los Salzillos”,[27] todos los pasos son obra del escultor murciano a excepción del titular de la institución, autoría de Juan de Aguilera (1601). Entre ellos, se encuentran algunas de las piezas más célebres de Salzillo: La Santa Cena (1763), La Oración en el Huerto (1754), El Prendimiento (1763), Jesús en la columna (1777), La Santa Mujer Verónica (1755), La Caída (1752), San Juan (1756) y La Dolorosa (1755).[28] Por la tarde, se pueden admirar dos obras más de Salzillo en otras procesiones: La Virgen de las Angustias (1740), titular de la Cofradía de Servitas de María Santísima de las Angustias[29] y el Santísimo Cristo de Santa Clara la Real (1770), en la procesión de la Cofradía del Santo Sepulcro.[30]

## Galería

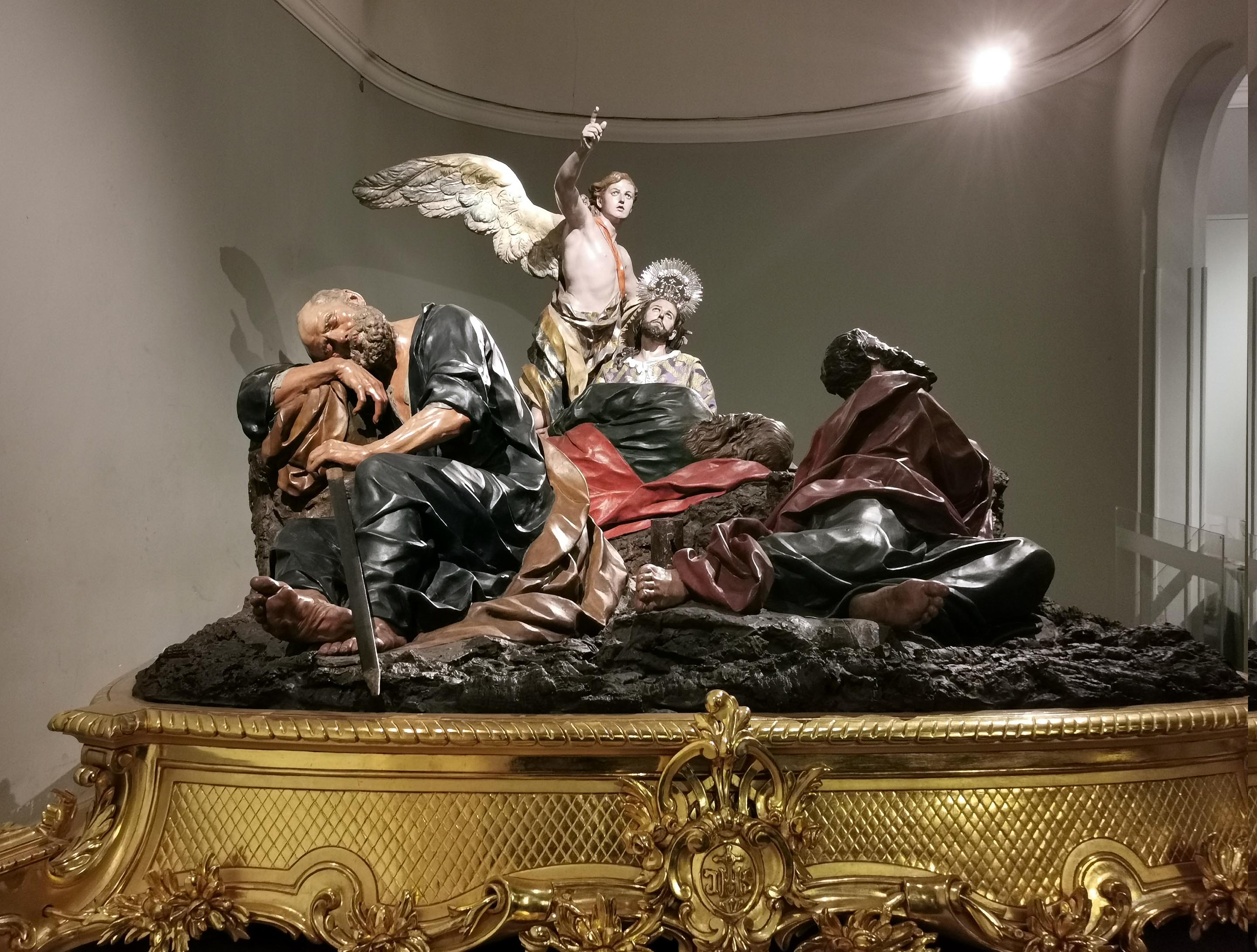
La oración en el huerto. 1754. Museo Salzillo en Murcia.
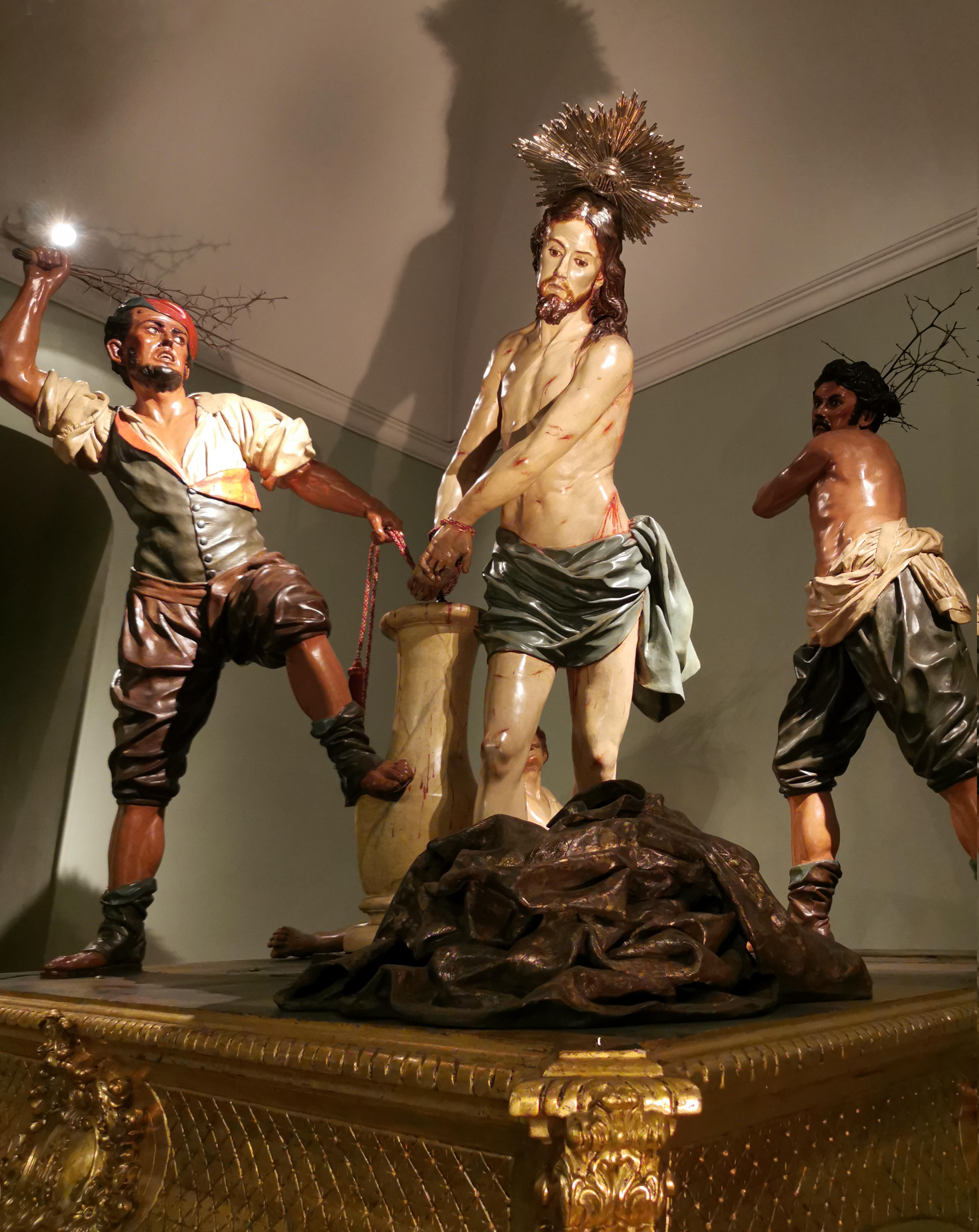
Jesús en la columna. 1777. Museo Salzillo en Murcia.
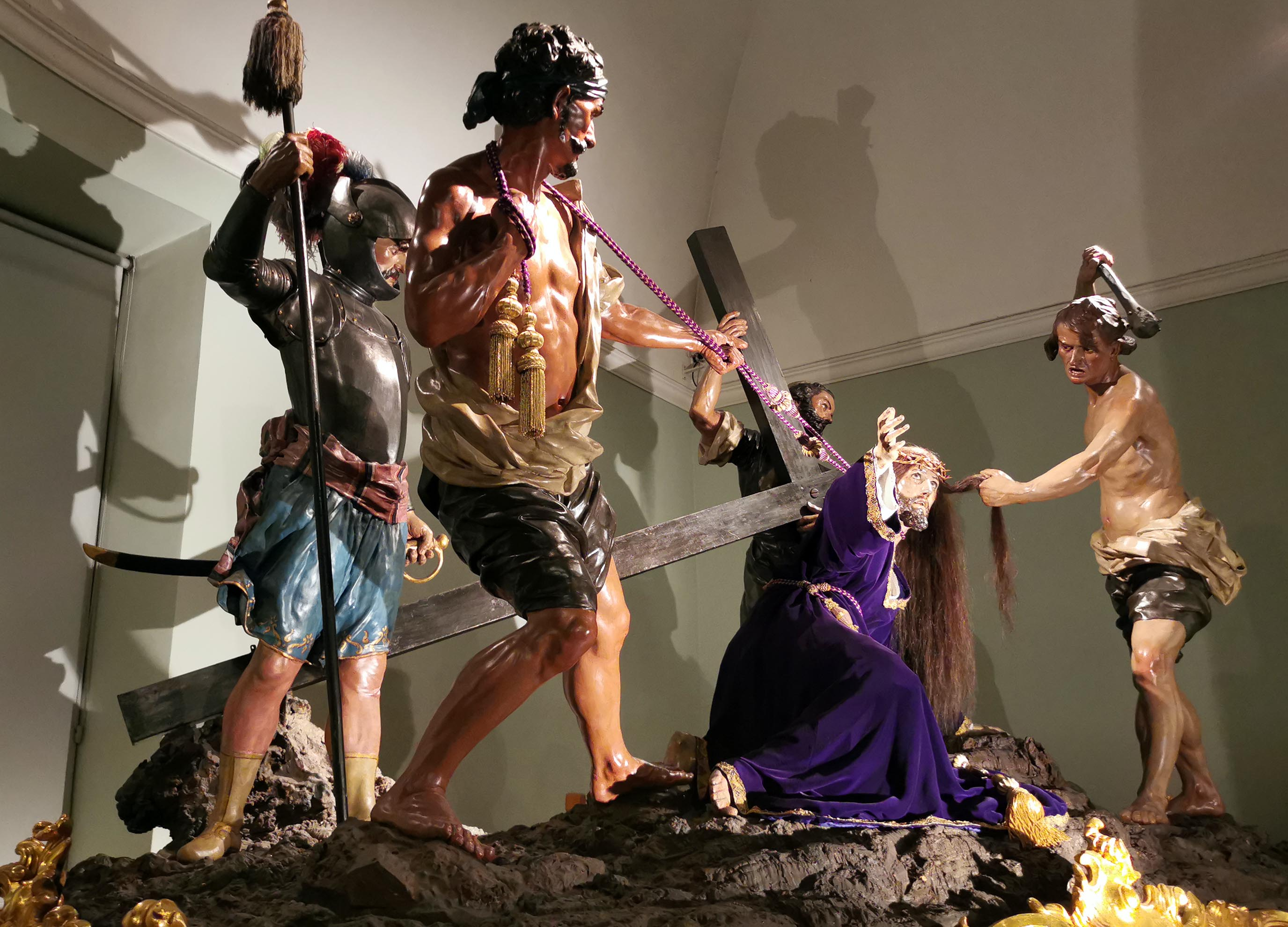
La Caída. 1752. Museo Salzillo en Murcia.
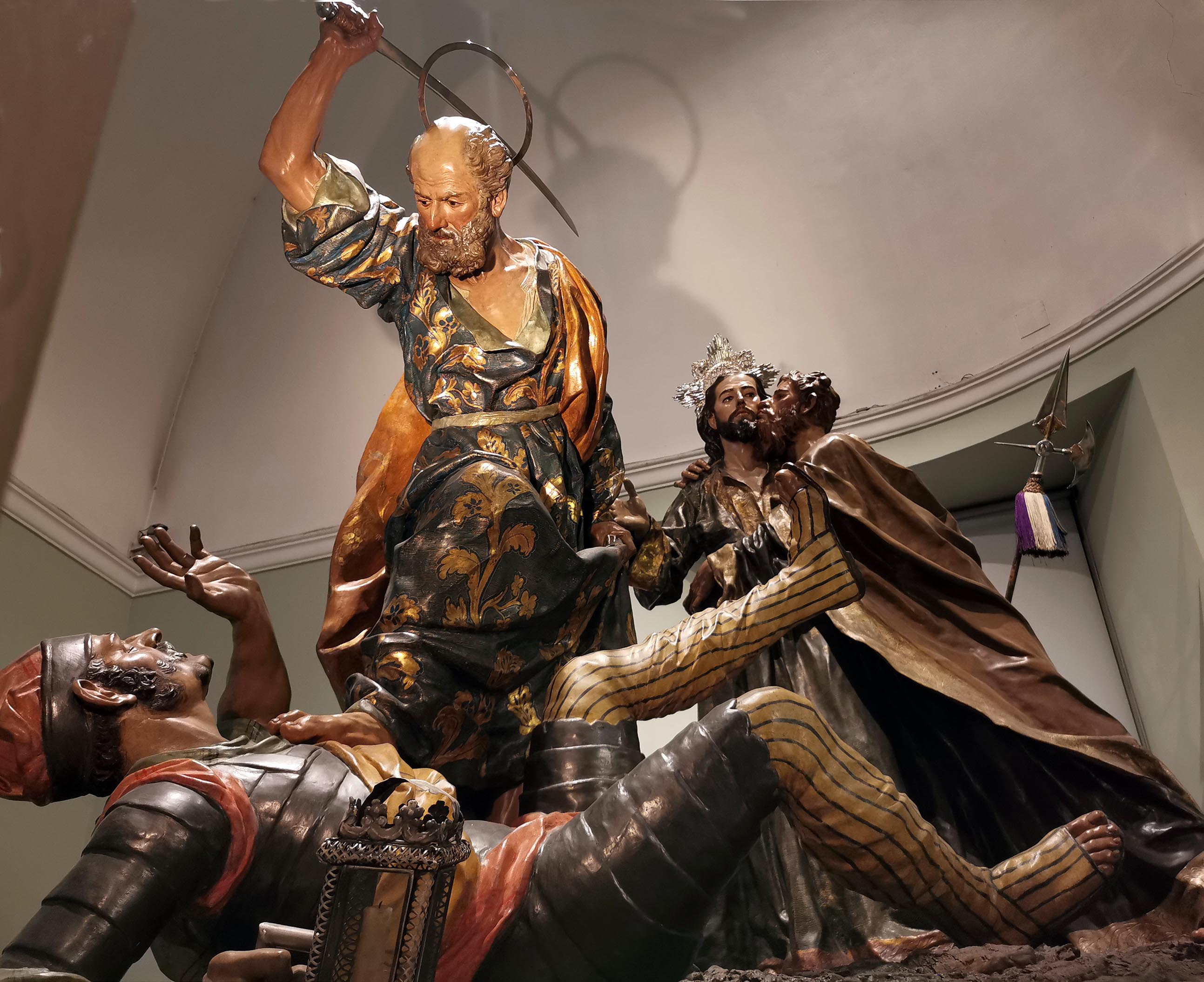
El Beso o el Prendimiento. 1763. Museo Salzillo en Murcia.
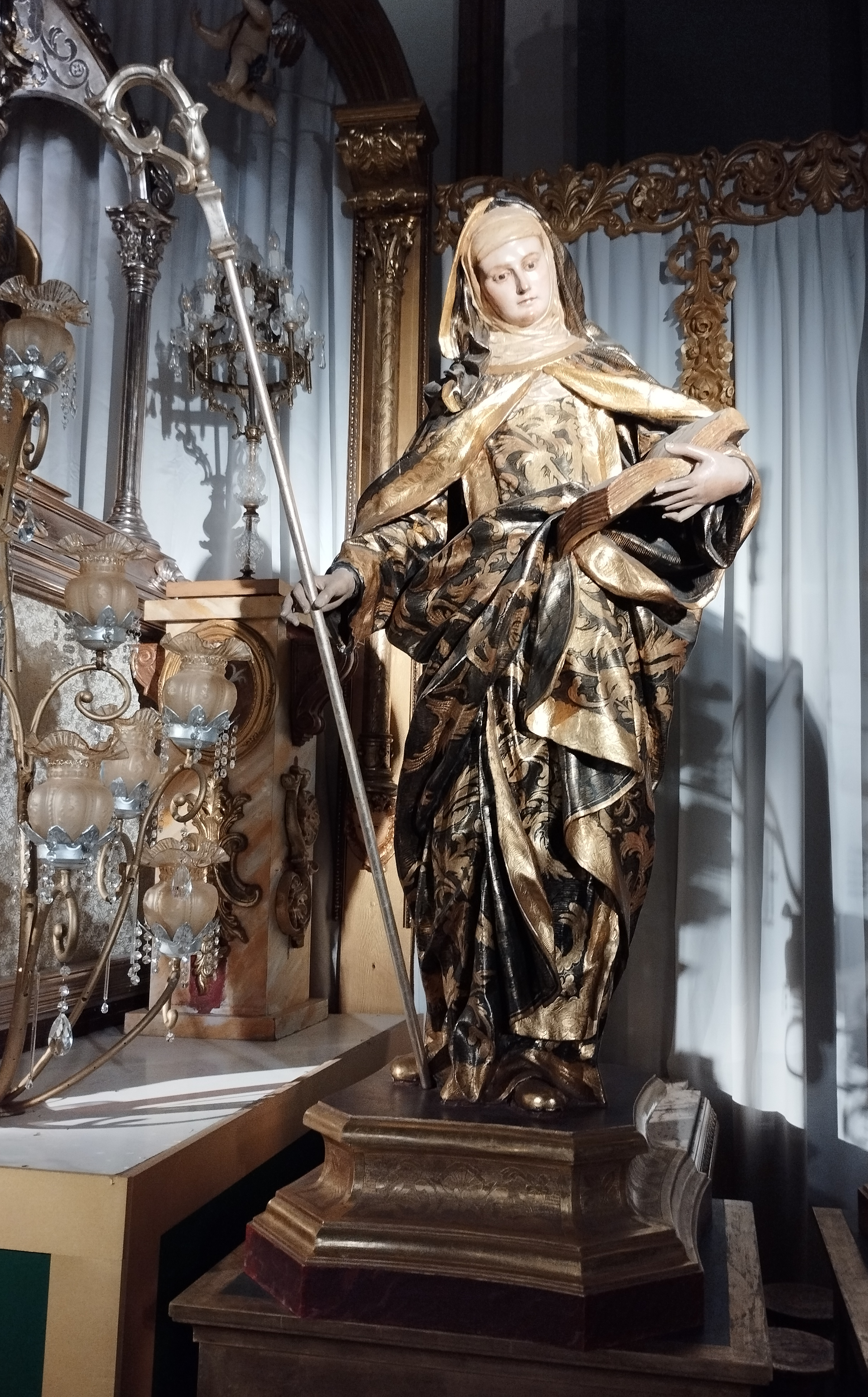
Sta.Florentina. 1755. Iglesia de Sta.María de Gracia en Cartagena.
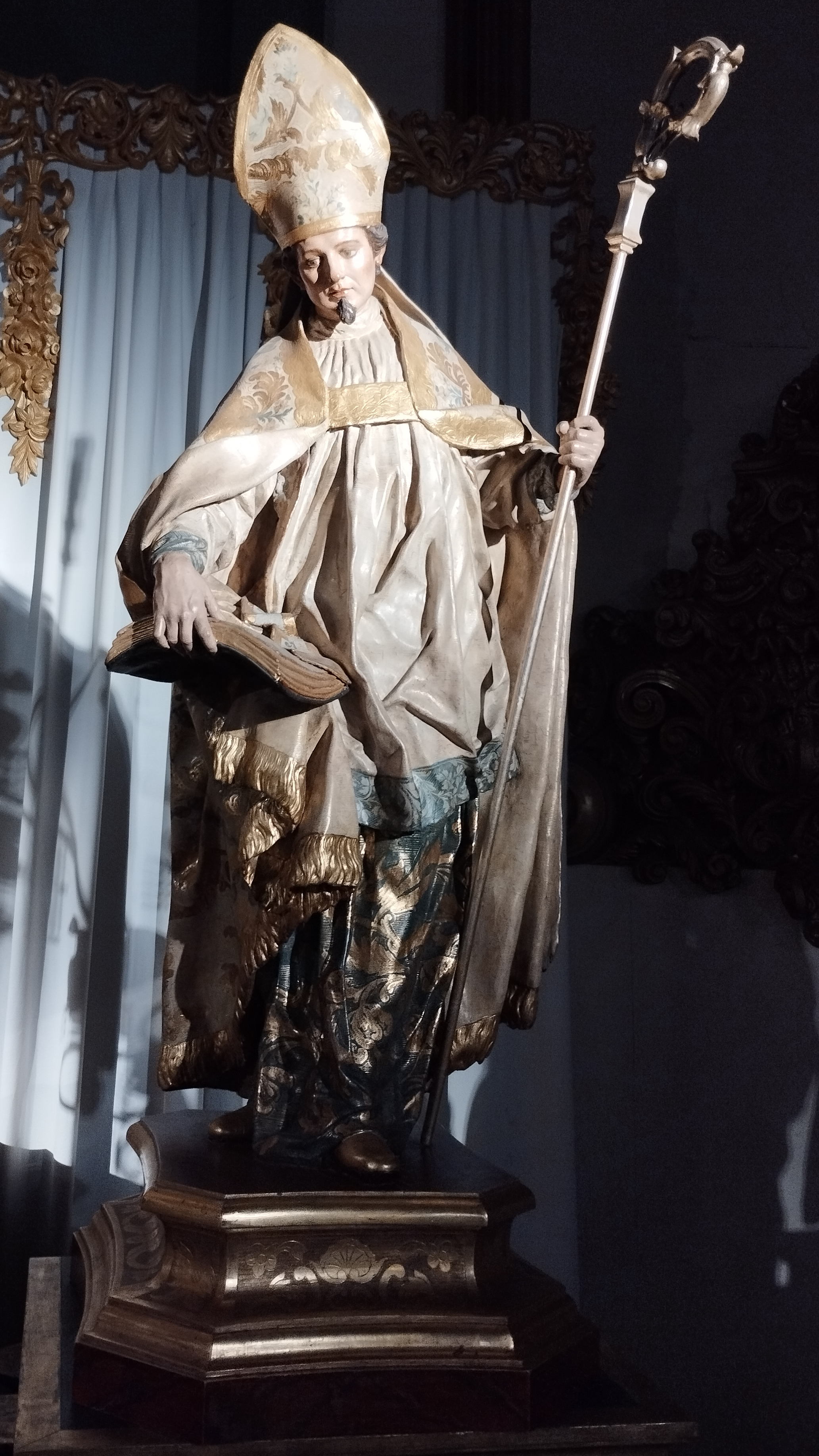
S.Isidoro. 1755. Iglesia de Sta.María de Gracia en Cartagena.
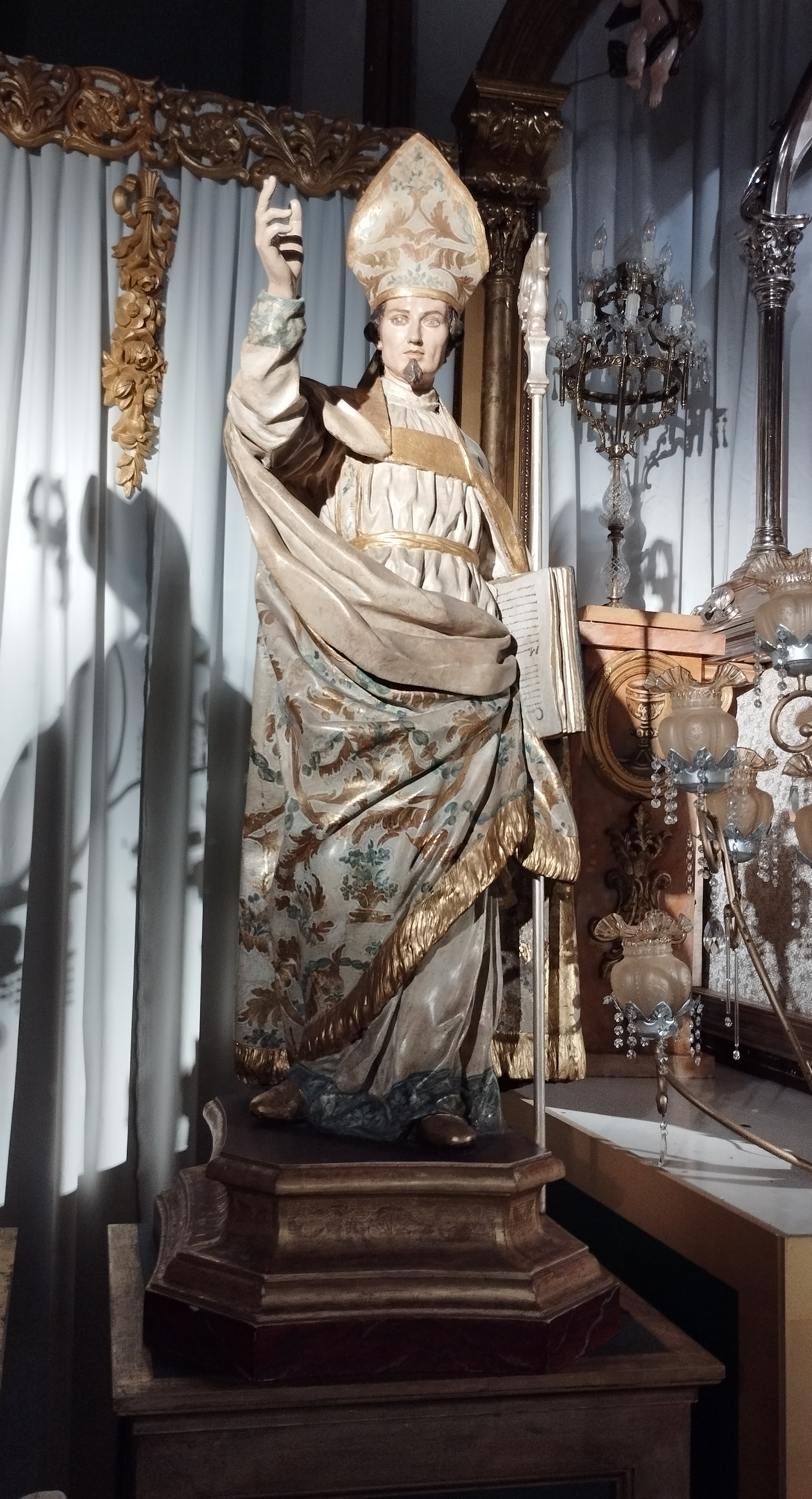
S.Fulgencio. 1755. Iglesia de Sta.María de Gracia en Cartagena.
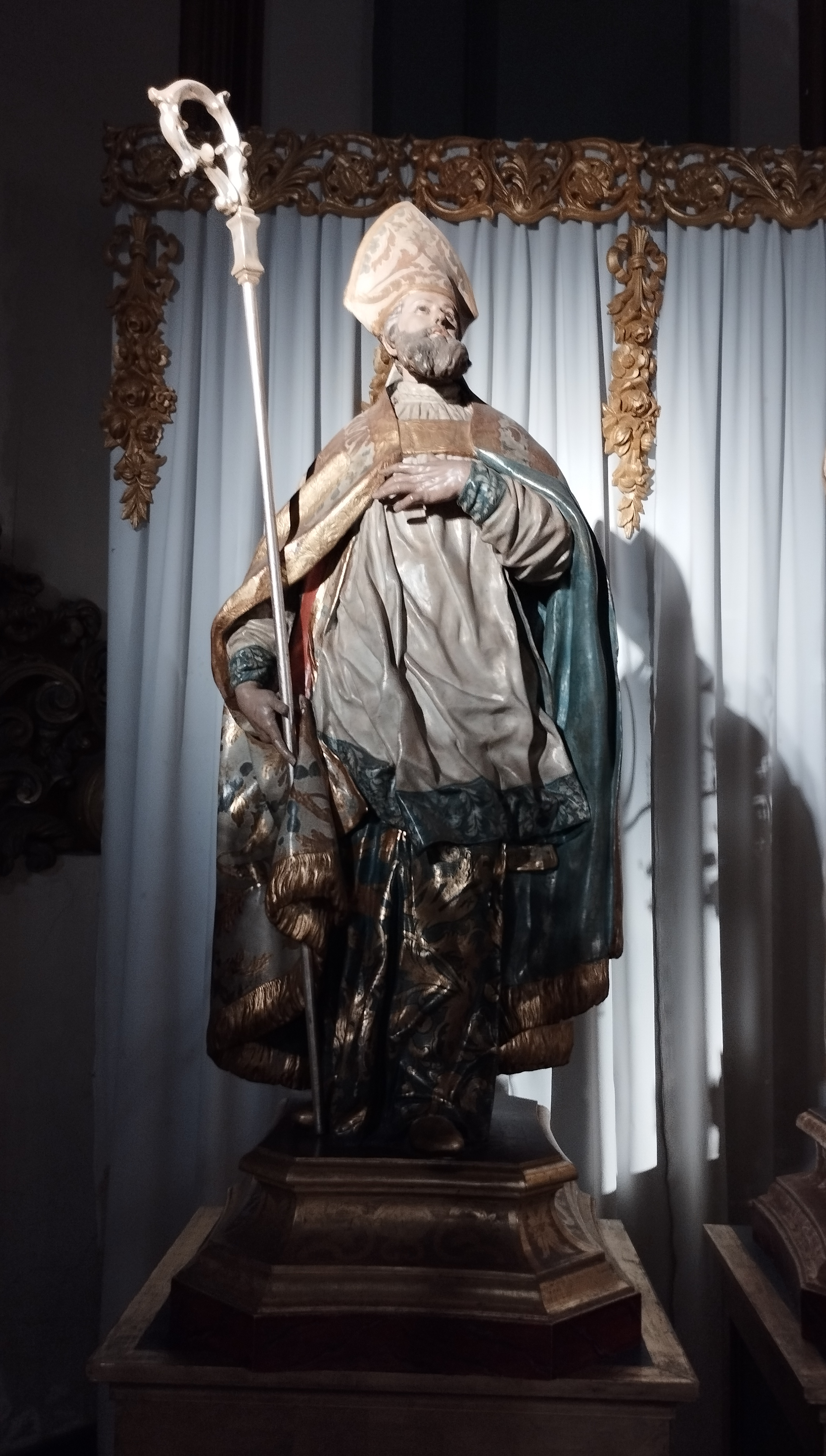
S.Leandro. 1755. Iglesia de Sta.María de Gracia en Cartagena.
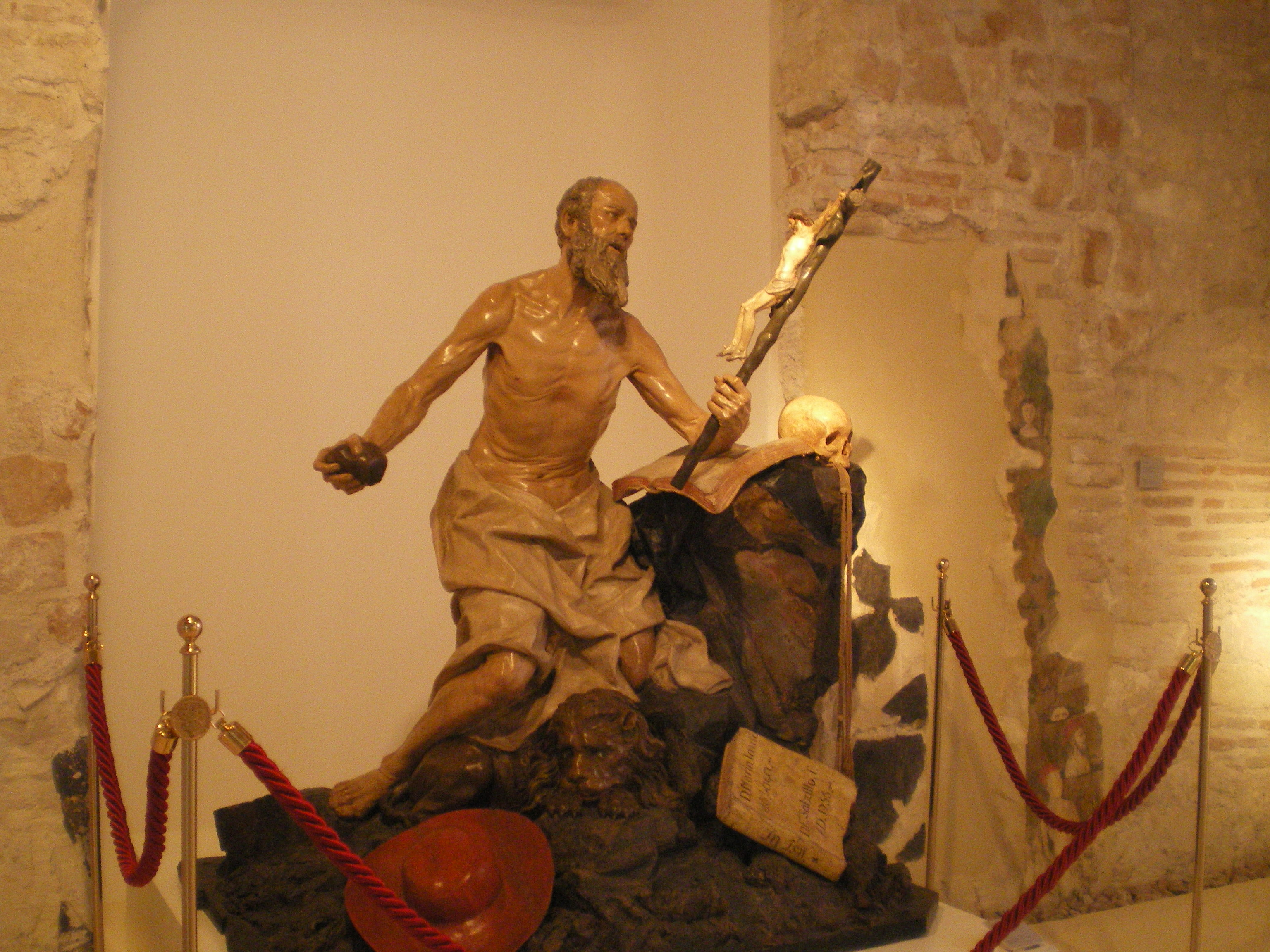
San Jerónimo Penitente. 1755. Museo de la Catedral de Murcia.
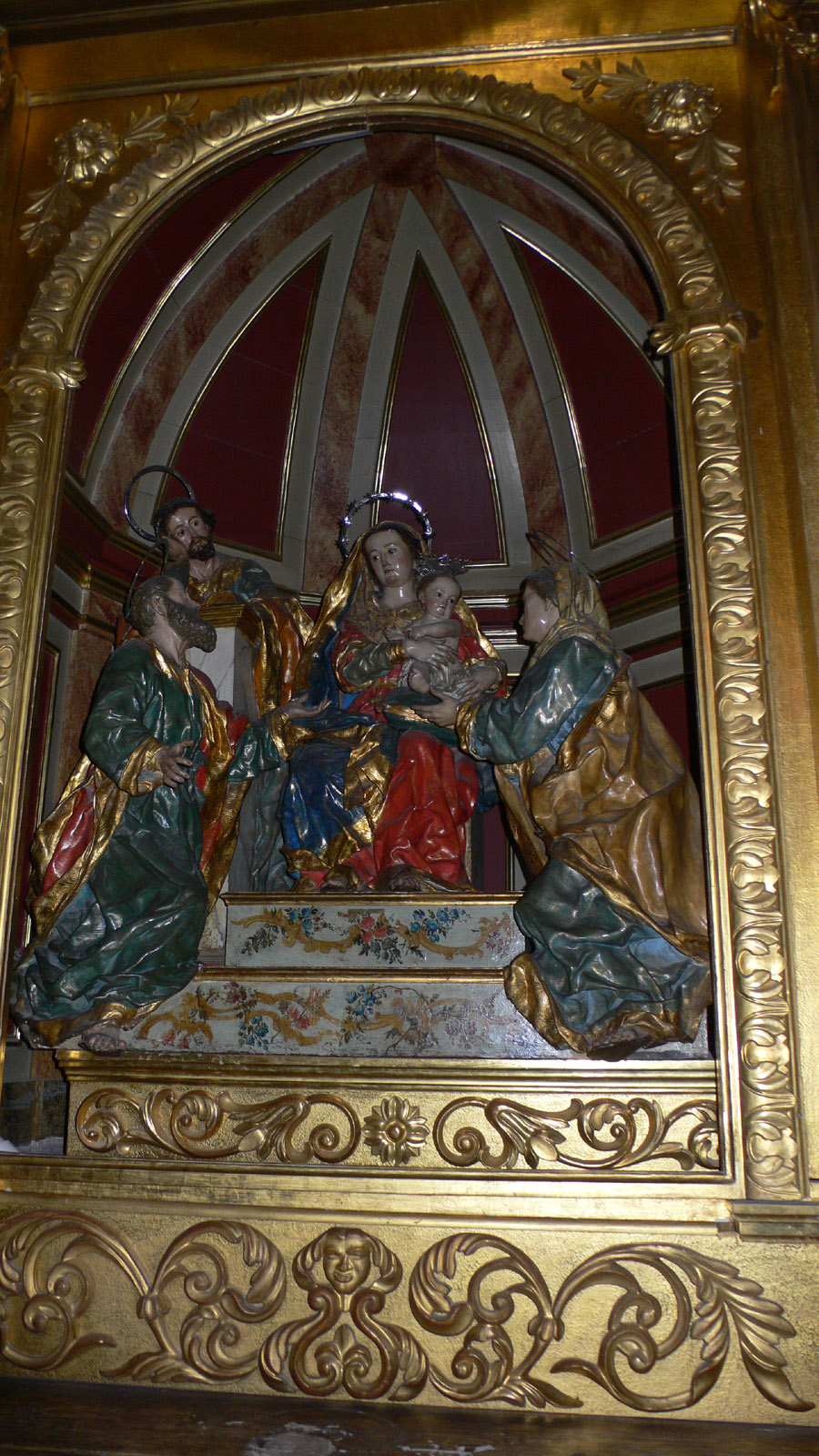
Sagrada Familia. h.1735. Iglesia de San Miguel en Murcia.
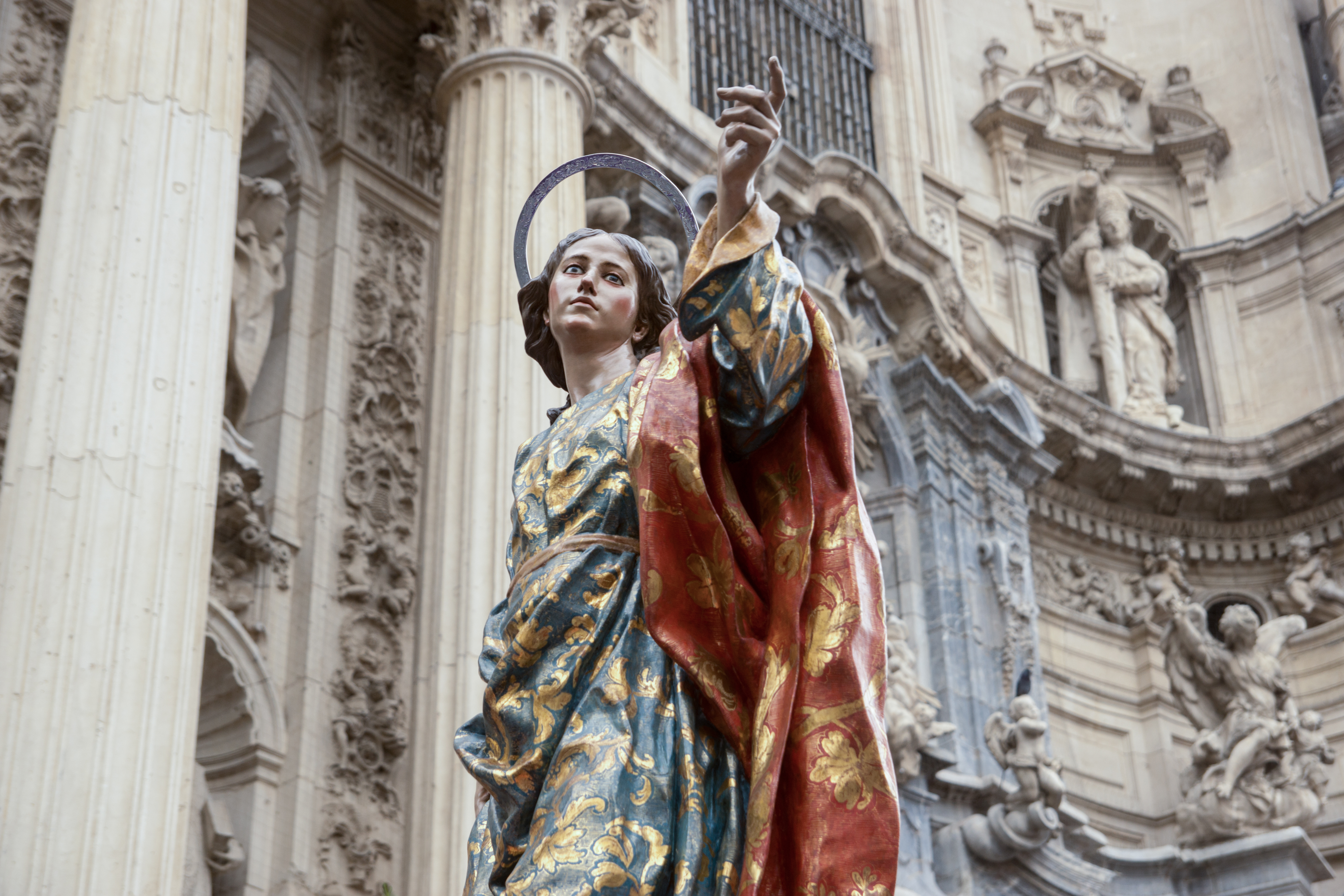
San Juan. 1756. Museo Salzillo en Murcia
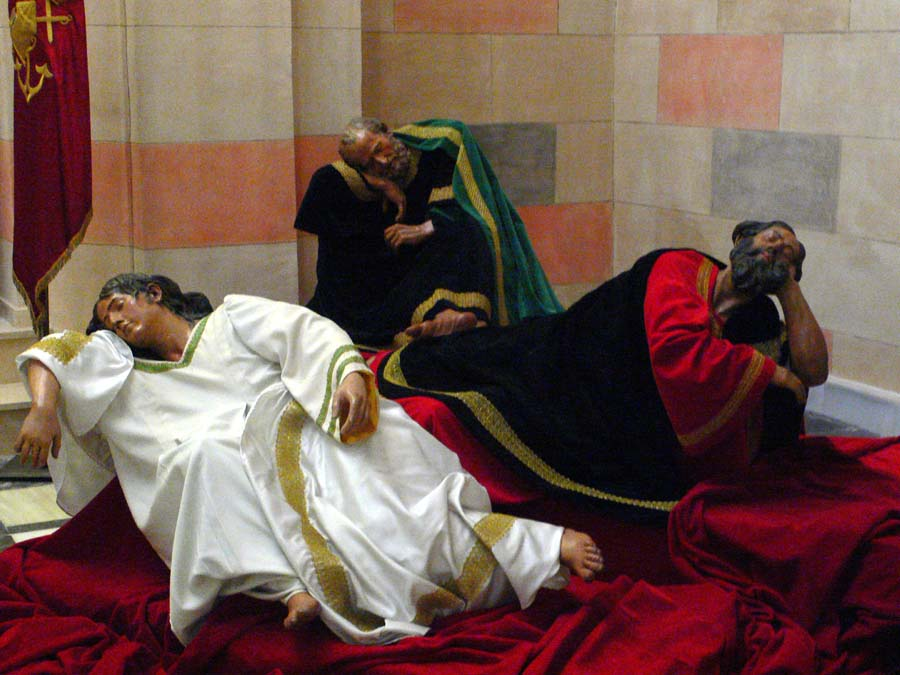
Durmientes de la oración del huerto. 1759. Iglesia de Sta.María de Gracia en Cartagena.
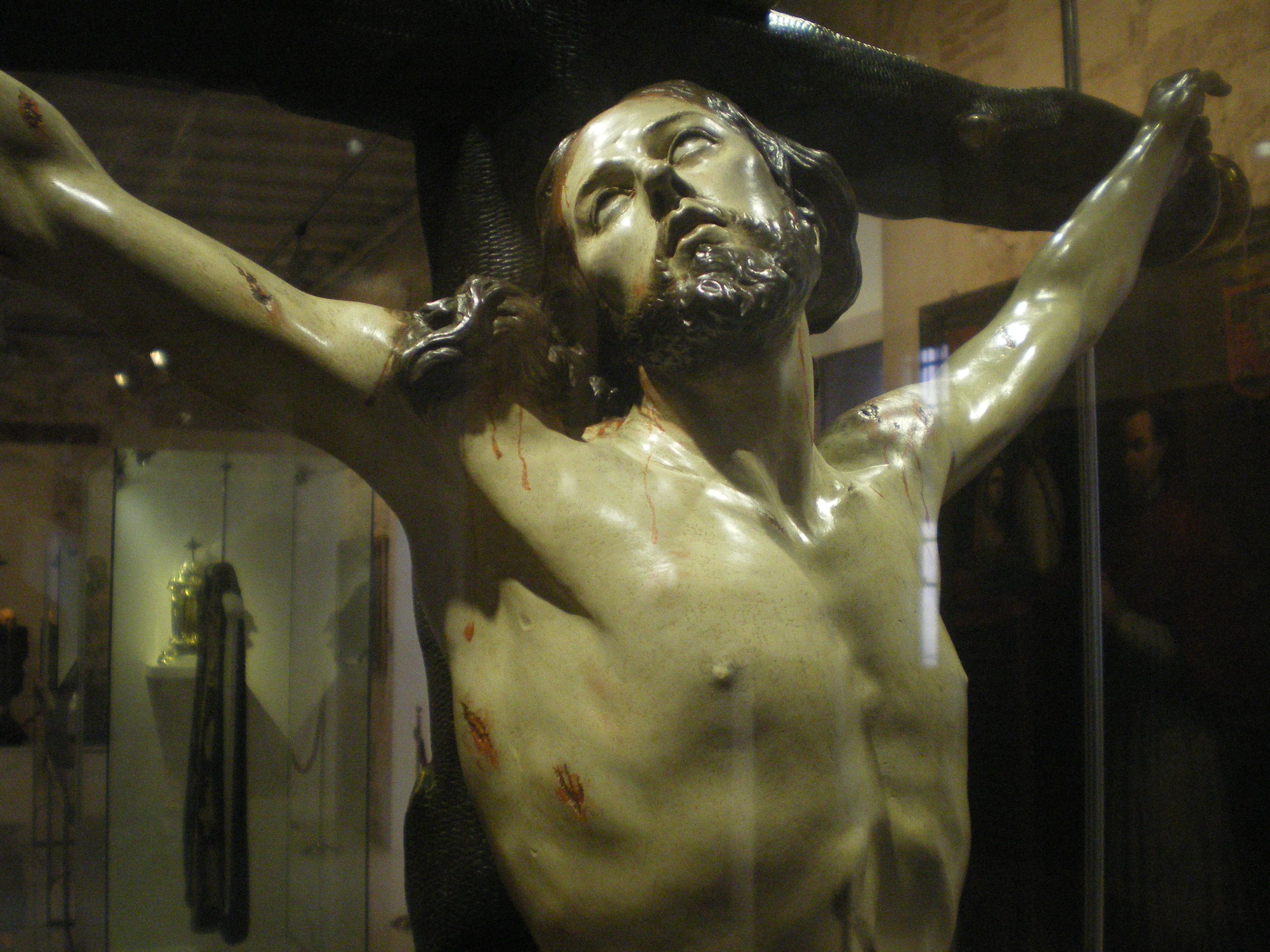
Detalle del Cristo del facistol, Museo de la Catedral de Murcia.
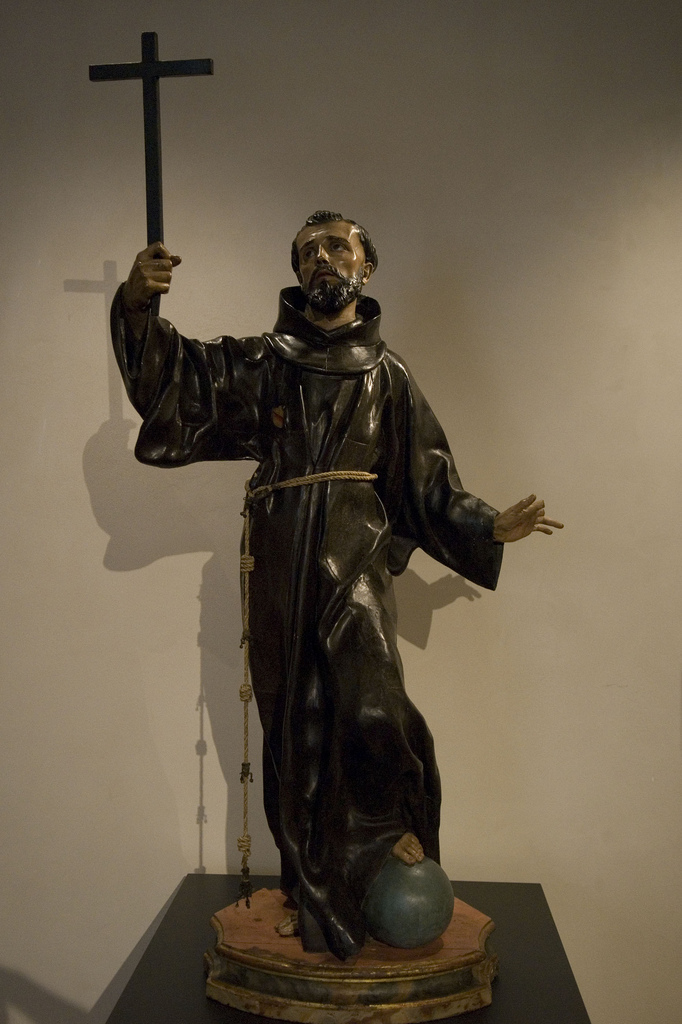
S.Francisco de Asís, Museo Nacional de Escultura de Valladolid.

## Filmografía
- Salzillo (1983), documental dirigido por Primitivo Pérez y José Antonio Postigo, e interpretado por Francisco Rabal[31]